# Susan Walsh
Susan „Sue“ Walsh (* 19. Februar 1962 in Hamburg, New York) ist eine ehemalige Schwimmerin aus den Vereinigten Staaten. Sie gewann bei Weltmeisterschaften einmal Silber und einmal Bronze sowie zwei Goldmedaillen bei Panamerikanischen Spielen.

## Sportliche Karriere
Susan Walsh belegte bei den Weltmeisterschaften 1978 in West-Berlin den fünften Platz über 100 Meter Rücken. Von 1979 bis 1983 studierte Walsh an der University of North Carolina at Chapel Hill. In dieser Zeit gewann sie acht Meistertitel der National Collegiate Athletic Association. 1980 gehörte sie zum fiktiven Olympiaaufgebot der Vereinigten Staaten, das wegen des Olympiaboykotts nicht antreten durfte. Bei der Universiade 1981 in Bukarest erschwamm Walsh die Bronzemedaille über 100 Meter Rücken und über 200 Meter Rücken jeweils hinter der Rumänin Carmen Bunaciu und ihrer Landsfrau Kim Carlisle. 1982 bei den Weltmeisterschaften in Guayaquil siegten über 100 Meter Rücken Kristin Otto und Ina Kleber aus der DDR, anderthalb Sekunden dahinter und sechs Hundertstelsekunden vor Larissa Gortschakowa aus der Sowjetunion erkämpfte Susan Walsh die Bronzemedaille. Die 4-mal-100-Meter-Lagenstaffel mit Susan Walsh, Kim Rhodenbaugh, Mary T. Meagher und Jill Sterkel erschwamm die Silbermedaille hinter der Staffel aus der DDR. Über 200 Meter Rücken schlug Susan Walsh als Fünfte an. 1983 bei der Universiade in Edmonton siegte Larissa Gortschakowa auf beiden Rückenstrecken vor Carmen Bunaciu und Susan Walsh. Walsh gewann außerdem die Silbermedaille mit der Lagenstaffel. Bei den Panamerikanischen Spielen in Caracas erkämpfte Walsh über 100 Meter Rücken die Goldmedaille vor ihrer Landsfrau Joan Pennington. Über 200 Meter Rücken gab es durch Amy White und Susan Walsh ebenfalls einen Doppelsieg für die Schwimmerinnen aus den Vereinigten Staaten. Die Lagenstaffel mit Susan Walsh, Kim Rhodenbaugh, Laurie Lehner und Carrie Steinseifer erschwamm die Goldmedaille vor den Kanadierinnen.